# 謝爾比縣 (阿拉巴馬州)
謝爾比縣（英語：Shelby County）是美国亚拉巴马州中北部的一個郡，面積2,161平方公里。根據2020年美國人口普查，共有人口22萬3,024人。縣治哥倫比亞納（Columbiana）。該縣成立於1818年2月7日，縣名源於首任肯塔基州州长艾萨克·谢尔比。